# Скольвіти
Скольвіти (пол. Skolwity) — село в Польщі, у гміні Старий Дзежґонь Штумського повіту Поморського воєводства.
Населення — 111 осіб (2011).
У 1975-1998 роках село належало до Ельблонзького воєводства.

## Демографія
Демографічна структура станом на 31 березня 2011 року:
|          | Загалом | Допрацездатний вік | Працездатний вік | Постпрацездатний вік |
| -------- | ------- | ------------------ | ---------------- | -------------------- |
| Чоловіки | 55      | 7                  | 44               | 4                    |
| Жінки    | 56      | 14                 | 31               | 11                   |
| Разом    | 111     | 21                 | 75               | 15                   |